# Canton de Saintes
Le canton de Saintes est une circonscription électorale française du département de la Charente-Maritime créée par le décret du 27 février 2014 et entrée en vigueur lors des élections départementales de 2015.

## Histoire
Un nouveau découpage territorial de la Charente-Maritime entre en vigueur en mars 2015, défini par le décret du 27 février 2014, en application des lois du 17 mai 2013 (loi organique 2013-402 et loi 2013-403). Les conseillers départementaux sont, à compter de ces élections, élus au scrutin majoritaire binominal mixte. Les électeurs de chaque canton élisent au Conseil départemental, nouvelle appellation du Conseil général, deux membres de sexe différent, qui se présentent en binôme de candidats. Les conseillers départementaux sont élus pour 6 ans au scrutin binominal majoritaire à deux tours, l'accès au second tour nécessitant 12,5 % des inscrits au 1er tour. En outre la totalité des conseillers départementaux est renouvelée. Ce nouveau mode de scrutin nécessite un redécoupage des cantons dont le nombre est divisé par deux avec arrondi à l'unité impaire supérieure si ce nombre n'est pas entier impair, assorti de conditions de seuils minimaux. En Charente-Maritime, le nombre de cantons passe ainsi de 51 à 27. 
Le canton de Saintes est formé d'une commune issue des anciens cantons de Saintes-Est (1 fraction de commune), de Saintes-Nord (1 fraction de commune) et de Saintes-Ouest (1 fraction de commune). Le bureau centralisateur est fixé à Saintes. Il est entièrement inclus dans l'arrondissement de Saintes.

## Représentation
| Période élective | Période élective | Mandat       | Mandat               | Identité                 | Nuance | Nuance | Qualité                                                                                                 |
| ---------------- | ---------------- | ------------ | -------------------- | ------------------------ | ------ | ------ | --- |
| 2015             | 2021             | 2015         | 2021                 | Christophe Dourthe       |        | PS     | Maire de Bussac-sur-Charente (2001-2020) Ancien conseiller général du Canton de Saintes-Nord            |
| 2015             | 2021             | 2015         | Octobre 2020 (décès) | Brigitte Favreau         |        | PS     | Adjointe au maire de Saint-Sever-de-Saintonge (2001-2008) Conseillère municipale de Saintes (2014-2020) |
| 2015             | 2021             | Octobre 2020 | en cours             | Isabelle Blesson         |        | PS     | Pharmacienne à Saintes                                                                                  |
| 2021             | 2028             | 2021         | en cours             | Véronique Abelin-Drapron |        | UDI    | Ancienne conseillère régionale, conseillère municipale de Saintes                                       |
| 2021             | 2028             | 2021         | en cours             | Philippe Callaud         |        | MR     | Avocat Adjoint au maire de Saintes                                                                      |

### Résultats détaillés

#### Élections de mars 2015
À l'issue du 1er tour des élections départementales de 2015, deux binômes sont en ballottage : Régis Sainte Marie Pricot et Mélissa Trouve (Union de la Droite, 29,95 %) et Christophe Dourthe et Brigitte Favreau (PS, 28,49 %). Le taux de participation est de 45,09 % (8 416 votants sur 18 665 inscrits) contre 50,08 % au niveau départemental et 50,17 % au niveau national.
Au second tour, Christophe Dourthe et Brigitte Favreau (PS) sont élus avec 50,31 % des suffrages exprimés et un taux de participation de 45,6 % (3 928 voix pour 8 511 votants et 18 665 inscrits).

#### Élections de juin 2021
Le premier tour des élections départementales de 2021 est marqué par un très faible taux de participation (33,26 % au niveau national). Dans le canton de Saintes, ce taux de participation est de 31,16 % (5 801 votants sur 18 616 inscrits) contre 33,83 % au niveau départemental. À l'issue de ce premier tour, deux binômes sont en ballottage : Véronique Abelin-Drapron et Philippe Callaud (Union au centre, 30,69 %) et Aline Carrillo et Christophe Dourthe (Union à gauche, 22,45 %).
Le second tour des élections est marqué une nouvelle fois par une abstention massive équivalente au premier tour. Les taux de participation sont de 34,3 % au niveau national, 34,56 % dans le département et 31,92 % dans le canton de Saintes. Véronique Abelin-Drapron et Philippe Callaud (Union au centre) sont élus avec 52,99 % des suffrages exprimés (2 892 voix pour 5 945 votants et 18 624 inscrits),,.

## Composition
Le nouveau canton de Saintes comprend la commune de Saintes.
| Nom                             | Code Insee | Intercommunalité                     | Superficie (km2) | Population (dernière pop. légale) | Densité (hab./km2) | Modifier                                    |
| ------------------------------- | ---------- | ------------------------------------ | ---------------- | --------------------------------- | ------------------ | ------------------------------------------- |
| Saintes (bureau centralisateur) | 17415      | CA Saintes - Grandes Rives - L'Agglo | 45,55            | 25 312 (2022)                     | 556                | modifier les données · modifier les données |
| Canton de Saintes               | 1720       |                                      |                  | 25 312 (2022)                     |                    | modifier les données                        |

## Démographie
En 2022, le canton comptait 25 312 habitants, en évolution de −0,17 % par rapport à 2016 (Charente-Maritime : +4,04 %, France hors Mayotte : +2,11 %).
| 2013   | 2018   | 2022   |
| ------ | ------ | ------ |
| 25 601 | 25 148 | 25 312 |